# Ешольція

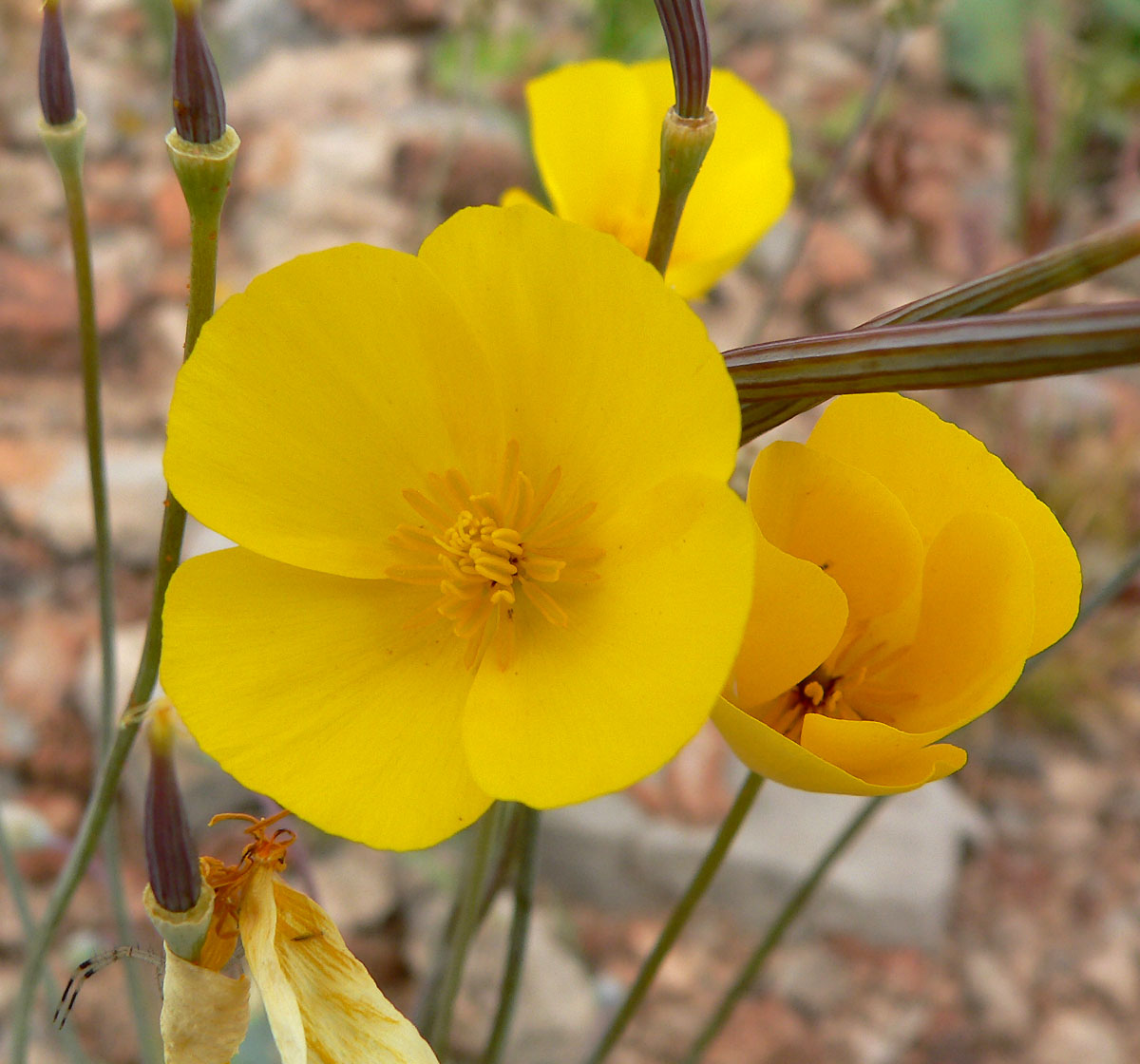
Eschscholzia glyptosperma

Ешольція (лат. Eschschólzia) — рід рослин родини макові (Papaveraceae), включає близько десяти видів, поширених у західній частині Північної Америки.
Рід названо на честь мандрівника та натураліста Йоганна Фрідріха фон Ешшольца.

## Ботанічний опис
Представники роду — однорічні та багаторічні трав'янисті рослини з глибоко розсіченими листками; квітки зазвичай оранжеві або червоні.
Найбільш відомий вид — ешольція каліфорнійська (Eschscholzia californica), багаторічна трав'яниста красиво квітуча рослина, що використовується як однорічна.

## Види
Рід налічує 12 видів:
- Eschscholzia caespitosa Benth.
- Eschscholzia californica Cham. — Ешольція каліфорнійськатиповий [2]
- Eschscholzia elegans Greene
- Eschscholzia glyptosperma Greene
- Eschscholzia hypecoides Benth.
- Eschscholzia lemmonii Greene — Ешольція Леммона
- Eschscholzia lobbii Greene — Ешольція Лобба
- Eschscholzia minutiflora S.Watson
- Eschscholzia palmeri Rose
- Eschscholzia parishii Greene
- Eschscholzia ramosa Greene
- Eschscholzia rhombipetala Greene